# Elizabethtown (Carolina del Nord)
Elizabethtown è una località degli Stati Uniti d'America, capoluogo della contea di Bladen, nello Stato della Carolina del Nord.